# Европейский маршрут E233
Европейский маршрут E233 — автомобильный европейский автомобильный маршрут категории Б, соединяющая Голландию и Германию, города Хогевен и Бремен.
Дорога пересекает одновременно четыре дороги на своем пути. Первая это голландской A37 до границы с Германией, затем с немецкой B402 до Хазелюнне, от неё она следует по B213 до северного Клоппенбурга, на последних 2 километров идет параллельно дороге B213, также она проходит параллельно дороге B72. далее следует до восточного конца на A1, который также является частью E 37. 
Общая протяженность дороги составляет 132 километра (82 мили),  41 километр (25 миль) в Нидерландах и 91 километр (57 миль) в Германии.
Шоссе обслуживается Генеральным директоратом общественных работ и управления водными ресурсами при Министерстве инфраструктуры и водного хозяйства Нидерландов. Немецкий часть дороги обслуживается BMVI.

## Маршрут

### Нидерланды
- E232 Хогевен
- Эммен

### Германия
- Твист (Эмсланд)
- Меппен
- Хазелюнне
- Лёнинген
- Клоппенбург
- E22 Бремен